# Schimper-Gletscher
Der Schimper-Gletscher ist ein Gletscher im ostantarktischen Coatsland. Er fließt im östlichen Teil der Herbert Mountains in der Shackleton Range nach Nordnordosten zum Slessor-Gletscher.
Erste Luftaufnahmen vom Gletscher entstanden 1967 durch die United States Navy. Der British Antarctic Survey nahm zwischen 1968 und 1971 eine Vermessung des Gebiets vor. Das UK Antarctic Place-Names Committee benannte den Gletscher 1972 nach dem deutschen Naturforscher Karl Friedrich Schimper (1803–1867), der im Jahr 1835 die Theorie einer europäischen Eiszeit anhand der Verteilung von Findlingen aufgestellt hatte.